# 煤島
煤島（英語：Coal Island, South Georgia），是南極洲的島嶼，位於南喬治亞群島，由英國研究隊繪入地圖，在1963年由英國南極名稱諮詢委員會命名，由英國海外領土管轄。